# Alvin Dupree
Alvin Dupree Jr., detto Bud (Macon, 12 febbraio 1993), è un giocatore di football americano statunitense che milita nel ruolo di outside linebacker per i Los Angeles Chargers della National Football League (NFL).

## Carriera universitaria
Dopo aver giocato per la Wilkinson County High School, ai tempi della quale giocò non solo come defensive end ma anche come tight end, Dupree fu considerato da Rivals.com come un prospetto 3 stelle (su 5 disponibili) ed elencato al 59º posto tra i migliori prospetti in uscita dallo stato della Georgia. Egli ricevette quindi proposte per una borsa di studio da diversi atenei della nazione come Auburn, Georgia Tech e Jacksonville State, ma alla fine preferì optare per Kentucky, con cui firmò una lettera di intenti il 20 gennaio 2011.
Nel suo anno da freshman, Dupree prese parte a tutte e 12 le gare in stagione, partendo come titolare negli ultimi 3 incontri durante i quali mise a segno 14 dei suoi 21 tackle complessivi in stagione. Egli inoltre mise a referto 2,5 sack per una perdita totale di 14 yard, 2 passaggi deviati ed un fumble recuperato. La stagione seguente fu titolare in tutti e 12 gli incontri previsti dal calendario, durante i quali mise a referto 91 tackle (10º miglior risultato stagionale della SEC), di cui 12,5 con perdita di yard e 6,5 sack (7º nella SEC in entrambe le categorie).
Nel 2013, in 11 partite ancora una volta disputate tutte come titolare, Dupree chiuse al secondo posto in squadra per tackle (61) ed al primo per tackle per perdita (9,5) messi a segno, ed al sesto nella SEC per sack (7). A ciò aggiunse inoltre 2 fumble forzati ed un passaggio deviato. Nel 2014 Dupree fu uno dei migliori pass rusher della stagione, tanto da essere inserito nel First team All-SEC dall'Associated Press, dopo aver guidato i defensive lineman della conference in tackle (74), ed i Wildcats sia in tackle con perdita di yard (12,5) che in sack (7,5). Fu inoltre eletto Defensive Lineman della SEC della Settimana dopo aver messo a segno contro South Carolina un intercetto che ritornò per 6 yard nel touchdown che assegnò la vittoria a Kentucky.
Egli chiuse la sua carriera in Kentucky con il secondo risultato migliore di sempre in sack (23,5) nella storia dell'ateneo, e con un totale di 247 tackle, 38 tackle con perdita di yard, 4 fumble forzati e 5 passaggi difesi messi a segno in 4 stagioni.
Vittorie e premi
- First team All-SEC (2014)
- Second team All-SEC (2013)
- Third team All-SEC (2012)

## Carriera professionistica

### Pittsburgh Steelers
Dupree era considerato uno dei migliori pass rusher selezionabili nel Draft NFL 2015, venendo inserito tra i prospetti che avrebbero potuto essere selezionati durante il primo giro. Il 30 aprile fu scelto come 22º assoluto dai Pittsburgh Steelers. Il 14 maggio Dupree siglò con gli Steelers il suo primo contratto da professionista, un quadriennale (con opzione per il quinto anno) a 9,2 milioni di dollari di cui 4,9 garantiti alla firma. Debuttò come professionista nel primo turno della stagione 2015 in casa dei New England Patriots, in cui mise a segno il suo primo sack su Tom Brady. La sua stagione da rookie si concluse con 26 tackle e 4 sack disputando tutte le 16 partite, 5 delle quali come titolare.
Nel nono turno della stagione 2019 Dupree fu premiato come miglior difensore dell'AFC della settimana dopo avere fatto registrare 2 sack, un fumble forzato e uno recuperato nella vittoria sugli Indianapolis Colts.
Il 16 marzo 2020, gli Steelers applicarono su Dupree la franchise tag. Nella settimana 12 contro i Baltimore Ravens si ruppe il legamento crociato anteriore, venendo costretto a chiudere la sua stagione.

### Tennessee Titans
Il 15 marzo 2021 Dupree firmò con i Tennessee Titans un contratto quinquennale del valore di 85 milioni di dollari.

### Atlanta Falcons
Il 14 aprile 2023 Dupree firmò con gli Atlanta Falcons.

### Los Angeles Chargers
Il 12 maggio 2024 Dupree firmó con i Los Angeles Chargers un contratto biennale del valore di dieci milioni di dollari. Nel decimo turno mise a segno 2 sack su Will Levis nella vittoria sui Tennessee Titans.

## Palmarès
- Difensore dell'AFC della settimana: 1

9ª del 2019